# Malom utca (Kolozsvár)
A Malom utca (románul Str. George Bariţiu) Kolozsvár belvárosában található. A Híd utca végétől, rá merőlegesen a Kis-Szamos és a Malomárok között halad a Sétatérig.

## Neve
Nevét a Malomárok partján álló úgynevezett Nagymalomról kapta, amely a 18. század első harmadában épült. 1899-ig Nagymalom utca volt a neve, de emlegették Malom utcaként is. 1899-ben hivatalosan is a Malom utcának nevezték el. Erdély Romániához csatolása után George Bariț történészről kapta  nevét.

## Története
Az utca 1718-ban még nem épült ki, ebben az időben a Malomárok és a Szamos közötti  mezőn csak ösvények voltak. Az utcának nevet adó nagymalom azonban feltehetőleg már létezett a 19. század elején, mivel a korabeli térképek a mellette álló Hídkaput Mühl Torként (malomkapu) tüntetik fel. Az 1735-ben épült Németek pallójához az utca közepén, a jelenlegi 18-as és 20-as számok között volt a bejárat; az elhanyagolt környéken az egyedüli épületek a malom és néhány présház voltak. 1827-ben a Sétatér létesítéséhez kibérelt Hangyásberek nevű terület még az utca közepéig terjedt ki. Az 1852–1857 között készült hivatalos felmérésekben már megjelenik a "malomutcza" a külvárosi Kétvízköz tized részeként. 1875-ben az ortodox zsidóktól különváló szefárdok imaházat (Beth Avrohom) építettek az utcában. A Malomárkon keresztül a 19. század végén több híd vezetett át: a Sétatér utcai fahíd, a Mértékhitelesítő hivatali fahíd, a városfal lebontásakor létesült Víz utcai fahíd és a  sörházhoz vezető palló, illetve a nagymalom előtti fedett fahíd. A Műszaki Egyetem két épülete, amelyeket Pákey Lajos tervezett, 1896–1898-ban illetve 1903-1904-ben épült iparmúzeum és ipariskola céljára.
1921-ben a Poalé Cedek Izraelita Iparosegyesület zsinagógát épített a 16. szám alatt az udvar hátsó részén. Ezt 1922-ben árvíz károsította, 1927-ben pedig zsidóellenes diákok rongálták meg, de mindkétszer helyreállították. 1933-ban a nagymalmot lebontották, a helyére kis árucsarnokot (más források szerint gyógyszertárat) építettek. Ezt az épületet 1948-ban az utca szélesítésekor lebontották, helyére virágágyás és föld alatti nyilvános WC került. A malom gátját csak az 1960-as évek után bontották el. A telefonpalota 1968-ban létesült Az 1970-es évek elején az utcát kiszélesítették, a Sétatér utcai fahidat vasbeton hídra cserélték.
1969-ben adták át a 4–6. szám alatti Divatházat, ahol a kommunista korszakban különböző szövetkezetek működtek. 1974-től kezdve a hívek nélkül maradt iparosegyleti zsinagógát az állami magyar színház és opera használta díszletratárként. A Monostor negyedet és a város ipari területeit összekötő villamosvonal, amely a Malom utcán is áthalad, az 1980-as évek végén épült.
1997-től a Poalé Cedek zsinagógájában a Tranzit Ház nevű művelődési központ tevékenykedik. A 2000-es évek elején építették fel a 8. szám alatt a Banca Transilvania székházát. A villamossíneket 2011-ben európai uniós forrásokból korszerűsítették; 2015–2016-ban az utcát felújították.

## Műemlékek
Az utcából az alábbi épületek szerepelnek a romániai műemlékek jegyzékében:
| Házszám | Kép | Megnevezés                                 | Építés dátuma | Műemlék kódja      |
| ------- | --- | ------------------------------------------ | ------------- | ------------------ |
| 2       |     | Tallér-ház                                 | 1900–1902     | CJ-II-m-B-07273    |
| 25      |     | Részlet az Óvár falából                    | 1260–1316     | CJ-II-m-A-07241.02 |
| 25      |     | Műszaki Egyetem (Iparmúzeum)               | 1903–1904     | CJ-II-m-B-07274    |
| 26–28   |     | Műszaki Egyetem (Iparmúzeum) és ipariskola | 1896–1898     | CJ-II-m-B-07275    |